# Єжов Валерій Микитович
Валерій Микитович Єжов (30 вересня 1947 , Тбілісі ) — радянський та український учений-біохімік, біотехнолог-винороб, доктор технічних наук (1988), професор (1990); академік Національної академії аграрних наук України. Директор Нікітського ботанічного саду (1999—2014). Автор низки наукових праць, винаходів та патентів.

## Біографія
Народився 30 вересня 1947 року в Тбілісі. Закінчив Дніпропетровський університет (1970).
Працював у Інституті винограду і вина «Магарач» УААН (Ялта, АР Крим). Кандидат біологічних наук (1977). Із 1987 року — завідувач відділу біотехнології. Доктор технічних наук (1988). Професор (1990). Із 1995 року — заступник директора з наукової роботи. Академік Національної академії аграрних наук України (1999). Лауреат Державної премії України в галузі науки і техніки (2005).
Директор Нікітського ботанічного саду у 1999—2014 роках.
Під час перебування Єжова директором відбулося безпрецедентне відчуження землі і власності НБС. Загублені два парки — Монтедор і Приморський, розаріум, що раніше виходив прямо до моря. В даний час ця земля забудована.
Не підтримав анексію Криму Російською Федерацією, написав заяву в НААН України з проханням звільнити його від обов'язків і виїхав на материкову Україну.

## Наукова діяльність
Докторську дисертацію— «Удосконалення біотехнологічних процесів переробки винограду та підвищення якості вин на основі вивчення формування та перетворень комплексу біополімерів» захистив у 1988 році при ІВіВ «Магарач».
За його участю сформовані теоретичні уявлення про роль полісахаридів винограду в колоїдному помутнінні вин, розкрита природа комплексу біополімерів, відповідального за їх виникнення. Розроблено технології: стабілізації вин мультиензимними композиціями, виробництва вин за спеціальними технологіями, переробки вторинної сировини з отриманням етанолу, винної кислоти, кормового та харчового білка, пектину.
Автор ряду наукових робіт і винаходів, володіє багатьма патентами в області виноробства і переробки сільгосппродукції.

## Вибрана бібліографія
- Состояние и перспективы использования ферментных препаратов с целью стабилизации вин к коллоидным помутнениям // Пути повышения стабильности вин и виноматериалов: Сб. тр. ВНИИ винограда и вина «Магарач». Москва, 1982;
- Біотехнологічні основи виробництва білка і пектину з відходів переробки плодів та винограду. К., 1993;
- Нові інгредієнти для профілактичного кормовиробництва // ВАН. 1994. № 10;
- Взаимодействие дрожжей и молочнокислых бактерий в производстве игристых вин // Виноградарство и виноделие. 1995. № 1;
- Genetic resources of temperature and subtropical fruit and nut species at the Nikita botanical gardens // Hortscience. 2005. Vol. 40, № 1.